# Rally de La Coruña de 2017
El Rally de La Coruña de 2017 fue la 21.ª edición y la primera ronda de la temporada 2017 del campeonato de Galicia de Rally. Se celebró los días 10 y 11 de febrero y contó con un itinerario de ocho tramos que sumaban un total de 69,60 km cronometrados.

## Itinerario
| Día   | TC  | Nombre    | Distancia | Hora  |
| ----- | --- | --------- | --------- | ----- |
| Día 1 | TC1 | Coirós    | 8.70 km   | 09:00 |
| Día 1 | TC2 | Aranga    | 9.20 km   | 09:30 |
| Día 1 | TC3 | Coirós    | 8.70 km   | 12:15 |
| Día 1 | TC4 | Aranga    | 9.20 km   | 12:45 |
| Día 1 | TC5 | Culleredo | 9.40 km   | 17:00 |
| Día 1 | TC6 | Cerceda   | 7.50 km   | 17:30 |
| Día 1 | TC7 | Culleredo | 9.40 km   | 19:45 |
| Día 1 | TC8 | Cerceda   | 7.50 km   | 20:15 |

## Clasificación final
| Pos. | Piloto               | Copiloto                   | Automóvil                | Tiempo  | Diferencia |
| ---- | -------------------- | -------------------------- | ------------------------ | ------- | ---------- |
| 1.   | Víctor Senra         | David Vázquez Liste        | Ford Fiesta R5           | 38:59.4 | 0.0        |
| 2.   | Iago Caamaño         | Alberto Rodríguez González | Ford Fiesta R5           | 39:15.4 | +16.0      |
| 3.   | Iván Ares            | José Antonio Pintor        | Porsche 997 GT3 RS 3.6   | 40:06.8 | +1:07.4    |
| 4.   | Alberto Meira        | José Murado                | Mitsubishi Lancer Evo X  | 40:20.0 | +1:20.6    |
| 5.   | José Manuel Lista    | Mauro Barreiro             | Mitsubishi Lancer Evo IX | 42:58.2 | +3:58.8    |
| 6.   | Alberto López Belón  | «Cuni»                     | Mitsubishi Lancer Evo X  | 43:25.2 | +4:25.8    |
| 7.   | Álvaro Pérez Abeijón | Brais Mirón                | Citroën C2 GT            | 43:31.7 | +4:32.3    |
| 8.   | Manuel Senra         | Faustino Suárez            | Peugeot 306 Maxi         | 43:42.8 | +4:43.4    |
| 9.   | Adrián Gómez García  | Jordan Vázquez Bendoiro    | Ford Fiesta R2T          | 43:52.5 | +4:53.1    |
| 10.  | David Grandal        | Sergio Pombo               | Renault Clio R3          | 43:53.7 | +4:54.3    |